# Campeonato Chileno de Futebol de 1970
O Campeonato Chileno de Futebol de 1970 (oficialmente Campeonato Nacional de Fútbol Profesional de la Primera División de Chile) foi a 38ª edição do campeonato do futebol do Chile. Na primeira fase, os clubes jogavam em dois grupos, o "Metropolitano" (clubes da Província de Santiago e o "Provincial" (outras regiões do Chile). Na segunda fase os clubes foram divididos em dois grupos "nacionais: A e B. Os 3 mais bem colocados de cada um destes grupos jogavam o "Grupo Final". Os outros jogavam o "Torneio Promocional", onde o último colocado é rebaixado para a Campeonato Chileno de Futebol - Segunda Divisão. O campeão e o vice se classificam para a Copa Libertadores da América de 1971.

## Participantes
| Equipe                                        | Cidade        | Região                   | No ano anterior                                                     | Estádio                                 | Capacidade | Títulos                                                  | Participações |
| --------------------------------------------- | ------------- | ------------------------ | ------------------------------------------------------------------- | --------------------------------------- | ---------- | -------------------------------------------------------- | ------------- |
| Audax Club Sportivo Italiano                  | La Florida    | Província de Santiago    | Primeira Fase do Grupo Metropolitano                                | Estádio Santa Laura                     | 22.375     | 4 (1936, 1946, 1948, 1957)                               | 38            |
| Club Social y Deportivo Colo-Colo             | Ñuñoa         | Província de Santiago    | Quinto Lugar                                                        | Estádio Nacional de Chile               | 55.100     | 9 (1937, 1938, 1940, 1944, 1947, 1953, 1955, 1960, 1963) | 38            |
| Club Universidad de Chile                     | Santiago      | Província de Santiago    | Campeão                                                             | Estádio Nacional de Chile               | 55.100     | 7 (1940, 1959, 1962,1964, 1965, 1967, 1969)              | 33            |
| Unión Española                                | Independencia | Província de Santiago    | Quarto Lugar                                                        | Estádio Santa Laura                     | 22.375     | 2 (1943, 1951)                                           | 37            |
| Club de Deportes Santiago Wanderers           | Valparaíso    | Província de Valparaíso  | Sexto Lugar                                                         | Estádio Elías Figueroa Brander          | 23.000     | 2 (1958, 1968)                                           | 26            |
| Corporación Deportiva Everton de Viña del Mar | Viña del Mar  | Província de Valparaíso  | Primeira Fase do Grupo Provincial                                   | Estádio Sausalito                       | 25.000     | 2 (1950, 1952)                                           | 27            |
| Club Deportivo Palestino                      | La Cisterna   | Província de Santiago    | Primeira Fase do Grupo Metropolitano                                | Estádio Santa Laura                     | 22.375     | 1 (1955)                                                 | 18            |
| Club Social de Deportes Rangers               | Talca         | Província de Talca       | Vice Campeão                                                        | Estádio Fiscal de Talca                 | 8.324      | 0 (não possui)                                           | 19            |
| Club Deportivo Universidad Católica           | Las Condes    | Província de Santiago    | Primeira Fase do Grupo Metropolitano                                | Estádio Independência                   | 13.500     | 4 (1949, 1954, 1961, 1966)                               | 31            |
| Club de Deportes La Serena                    | La Serena     | Província de Coquimbo    | Primeira Fase do Grupo Provincial                                   | Estádio La Portada                      | 18.500     | 0 (não possui)                                           | 11            |
| Club de Deportes Unión La Calera              | La Calera     | Província de Valparaíso  | Primeira Fase do Grupo Provincial                                   | Estádio Municipal Nicolás Chahuán Nazar | 10.000     | 0 (não possui)                                           | 8             |
| Club Deportivo Magallanes                     | Maipú         | Província de Santiago    | Primeira Fase do Grupo Metropolitano                                | Estádio Independência                   | 13.500     | 4 (1933, 1934, 1935, 1938)                               | 37            |
| Green Cross-Temuco                            | Temuco        | Província de Cautín      | Terceiro Lugar                                                      | Estádio Municipal Germán Becker         | 20.930     | 0 (não possui)                                           | 6             |
| O'Higgins Fútbol Club                         | Rancagua      | Província de O'Higgins   | Primeira Fase do Grupo Provincial                                   | Estádio El Teniente                     | 14.550     | 0 (não possui)                                           | 15            |
| Club Deportivo Huachipato                     | Talcahuano    | Província de Concepción  | Primeira Fase do Grupo Provincial                                   | Estádio Las Higueras                    | -----      | 0 (não possui)                                           | 4             |
| Club Social y de Deportes Concepción          | Concepción    | Província de Concepción  | Primeira Fase do Grupo Provincial                                   | Estádio Municipal de Concepción         | 35.000     | 0 (não possui)                                           | 3             |
| Antofagasta Portuário                         | Antofagasta   | Província de Antofagasta | Primeira Fase do Grupo Provincial                                   | Estádio Regional de Antofagasta         | 26.339     | 0 (não possui)                                           | 2             |
| Club de Deportes Lota Schwager                | Coronel       | Província de Concepción  | Acesso pelo Campeonato Chileno de Futebol de 1969 - Segunda Divisão | Estádio Municipal Federico Schwager     | 18.500     | 0 (não possui)                                           | 1             |

## Campeão
| Campeão Chileno 1970                                           |
| -------------------------------------------------------------- |
| Club Social y Deportivo Colo-Colo (Ñuñoa) (10º título) Campeão |